# 阿波沖海戦
阿波沖海戦（あわおきかいせん、慶応4年1月4日（1868年1月28日））は、戊辰戦争の戦闘の一つで、日本史上初の蒸気機関を装備した近代軍艦による海戦であった。兵庫沖海戦とも呼ばれる。同時期に起こった鳥羽・伏見の戦いなどと異なり、旧幕府軍側が勝利した戦いであるが、旧幕府軍は以後江戸に撤退したため、近畿の制海権は薩長新政府側に帰した。

## 概要
鳥羽・伏見の戦いが開始された1月3日、薩摩藩軍艦春日丸、同藩運送船翔凰丸、平運丸が兵庫港に停泊し、鹿児島への帰帆準備を進めていた。一方、軍艦頭である榎本武揚率いる旧幕府海軍の開陽丸は、大阪湾に停泊して海上より鳥羽・伏見の戦いを見守っていた。
1月4日早朝、平運丸は明石海峡に、春日丸と翔凰丸は紀淡海峡に向けて出港した。これを開陽丸が発見、停船命令として空砲を撃つが無視したため、すぐさま臨戦態勢に入る。開陽丸は春日丸と翔凰丸を追撃し、敵艦に計25発の砲撃を加え、応戦した春日丸は計18発の砲撃を開陽丸に向けて放ったが、どちらも大きな損害には至らなかった。
春日丸は、帰還が目的であったため戦闘を継続せず、開陽丸よりも速力が高かったので鹿児島へ逃げのびた。途中機関が故障したため由岐浦の岸に乗り上げた翔凰丸は拿捕されることを恐れて自焼した。榎本武揚は、自焼した翔凰丸を見て「敵ながらあっぱれ」として讃えたという。
なお、この海戦による死傷者は双方皆無だったが、兵庫港から出港時に、春日丸と平運丸が衝突し、この結果、春日丸は船体を損傷した。鹿児島到着後、日本国内での大型船の修理が困難なことから、慶応4年4月3日（1868年4月25日）付で、大型船用のドックがある上海での修理を新政府へ対して申請、これを英国商人に依託し、修理のため、上海へと渡ることとなった。
また薩摩藩の乗組員が上陸した徳島県美波町の由岐漁港は阿波沖海戦小公園として整備されている。